# Robert Fleck
Pour les articles homonymes, voir Fleck.
Robert Fleck, né le 11 août 1965 à Glasgow (Écosse), est un footballeur écossais, qui évoluait au poste d'attaquant à Norwich City et en équipe d'Écosse. 
Fleck n'a marqué aucun but lors de ses quatre sélections avec l'équipe d'Écosse entre 1990 et 1991. 
Son neveu John Fleck est également footballeur professionnel.

## Carrière
- 1983-1987 : Rangers FC
- 1987-1992 : Norwich City
- 1992-1995 : Chelsea
- 1993 : Bolton Wanderers
- 1995 : Bristol City
- 1995-1998 : Norwich City
- 1998-1999 : Reading FC

## Palmarès

### En équipe nationale
- 4 sélections et 0 but avec l'équipe d'Écosse entre 1990 et 1991.

### Avec les Glasgow Rangers
- Vainqueur du Championnat d'Écosse de football en 1987.
- Vainqueur de la Coupe de la Ligue écossaise de football en 1984, 1985 et 1987.